# A901/902

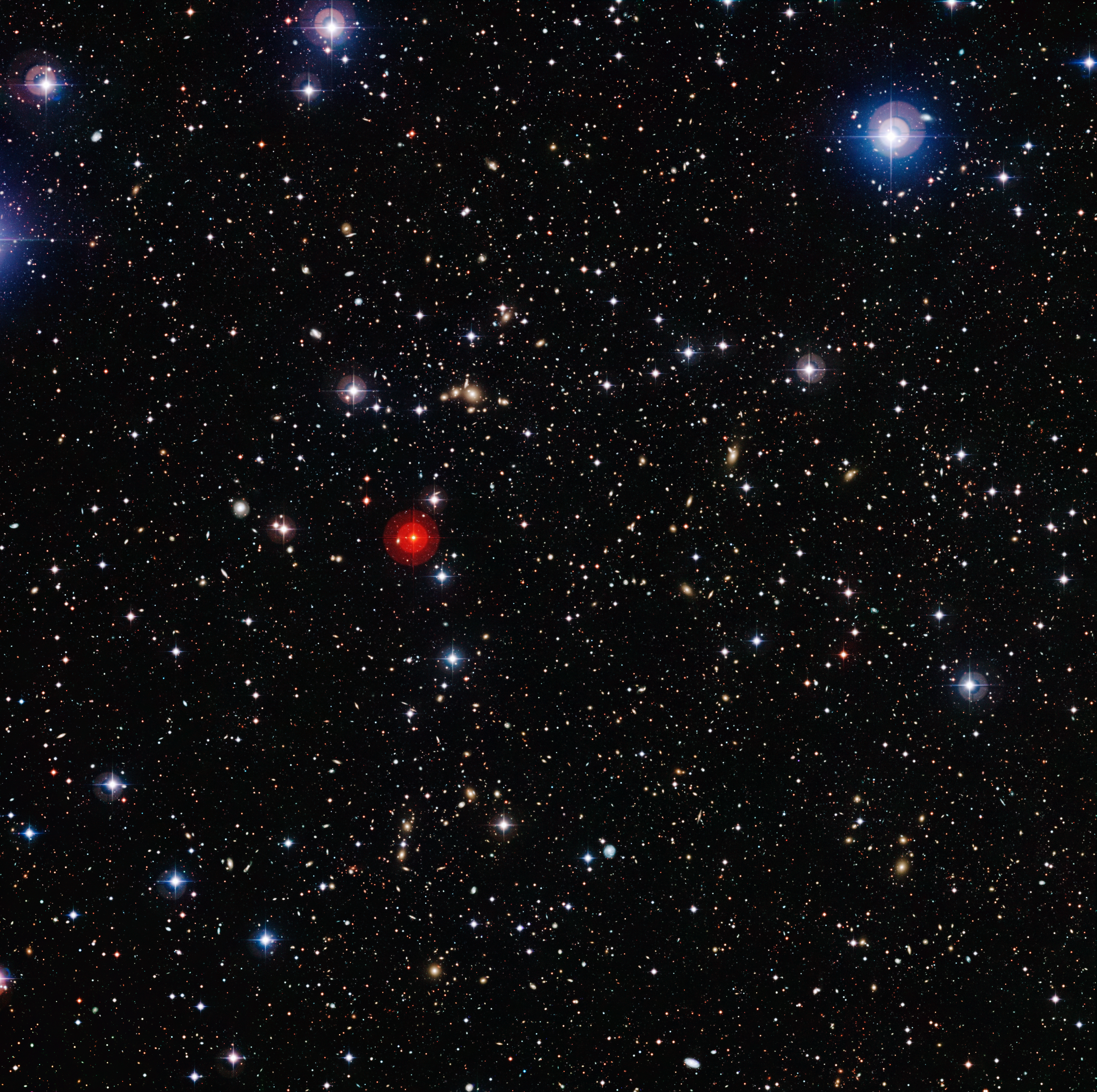
A901/902 nella banda ottica (ESO)

A901/902 è un superammasso di galassie situato in direzione della costellazione del Sestante alla distanza di circa 2 miliardi di anni luce dalla Terra.
È stato studiato dal satellite ROSAT nel 1990 per la sua forte emissione di raggi X, e con i telescopi XMM-Newton e Hubble che hanno documentato la distribuzione della materia oscura.
È formato da 4 ammassi di galassie: Abell 901 (suddiviso in due sottostrutture Abell 901a e Abell 901b), Abell 902 e SW Group.
Si estende per una lunghezza di 3 Megaparsec. La massa complessiva è > di circa 7×1014 M☉.
| Nome ammasso | R.A.          | Dec.         | Redshift (z) | Membri dell'ammasso |
| ------------ | ------------- | ------------ | ------------ | ------------------- |
| 901 (*)      | 09h 56m 09.0s | -09° 56′ 18″ | 0,16         | -                   |
| 901a         | 09h 56m 26.4s | -09° 57′ 22″ | 0,16         | 31                  |
| 901b         | 09h 55m 57.4s | -09° 56′ 03″ | 0,16         | 30                  |
| 902          | 09h 56m 27.6s | -10° 10′ 17″ | 0,16         | 21                  |
| SW Group     | 09h 55m 38.4s | -10° 10′ 18″ | 0,16         | 14                  |

(*) A901 è diviso in A901a e A901b